# Делано (аэропорт)
Муниципальный аэропорт Делано (англ. Delano Municipal Airport), (ИКАО: KDLO, FAA LID: DLO) — государственный гражданский аэропорт, расположенный в трёх километрах к юго-востоку от делового центра города Делано, округ Керн (Калифорния), США.
Аэропорт находится в собственности городского самоуправления.

## История
Аэродром Делано был открыт в апреле 1940 года. Во время Второй мировой войны он был известен, как Военный аэродром Делано и находился в распоряжении Военно-воздушных сил Армии США. По окончании войны аэродром был передан в собственность города Делано для обслуживания рейсов гражданской авиации.

## Операционная деятельность
Муниципальный аэропорт Делано занимает площадь в 221 гектар, расположен на высоте 96 метров над уровнем моря и эксплуатирует одну взлётно-посадочную полосу:
- 14/32 размерами 1722 х 23 метров с асфальтовым покрытием.

В период с 23 января 2005 по 23 января 2006 года Муниципальный аэропорт Делано обработал 19 000 операций по взлётам и посадкам воздушных судов (в среднем 52 операции ежедневно), все рейсы составила авиация общего назначения. В данный период в аэропорту базировалось 44 воздушных судна, из них 68 % — однодвигательные самолёты, 5 % — многодвигательные и 27 % — вертолёты.